# Onthophilus striatus striatus
Onthophilus striatus striatus é uma subespécie de insetos coleópteros polífagos pertencente à família Histeridae.
A autoridade científica da subespécie é Forster, tendo sido descrita no ano de 1771.
Trata-se de uma subespécie presente no território português.